# Iwao Horiuchi
Iwao Horiuchi (jap. 堀内岩雄 Horiuchi Iwao; ur. 9 grudnia 1941 w prefekturze Toyama, zm. 4 marca 2015) – japoński zapaśnik walczący w stylu wolnym. Dwukrotny olimpijczyk. Brązowy medalista z Tokio 1964; odpadł w eliminacjach w Meksyku 1968. Walczył w kategorii 70 kg.
Złoty medalista mistrzostw świata w 1963; srebrny w 1966; szósty w 1965 roku.